# 寛永諸家系図伝
寛永諸家系図伝（かんえいしょかけいずでん）は、江戸時代の寛永18-20年（1641年-1643年）に江戸幕府により編纂された、諸大名と旗本以上諸士の系譜集。

## 概要
江戸幕府は大規模な公的系譜編纂事業を2度に亘り実施しているが、「寛永諸家系図伝」の編纂はその最初のものである。

### 編纂の経過
徳川幕府第三代将軍家光の命により、幕府は寛永18年（1641年）から、若年寄・太田資宗（総裁）、儒者・林羅山（編纂主任）に諸大名・旗本以上の幕臣の諸系譜の編纂事業を行わせた。まず諸家に対して、素材資料となる各家の系図や家譜および証拠資料（古文書）等を提出させた（呈譜）。そして、寛永19年（1642年）から林羅山の指導の下に儒者や五山の僧侶等の編集委員によって、編纂事業が急ピッチで進められて寛永20年（1643年）9月に完成、献上された。和文体本・漢文体本の2種があり、ともに総数186巻・総収録数1,400余家にのぼる大著であった。

### 特徴
記述内容は姓氏により、まず清和源氏・平氏・藤原氏・諸氏に4区分され各家を分類収録、巻末には医者・同朋・茶道の諸家の系譜も収められている。
編纂期間が約2年間と短期であったために、原資料の諸家の呈譜系図等を他資料で比較・考究する時間も不充分であり、ほぼ呈譜系図の内容をそのまま反映していると考えられている。そのために各家ごとに内容の粗密も顕著であり、約170年後に第2回目の公的な系譜編纂事業として編纂された「寛政重修諸家譜」に比して正確性・客観性はあまり担保されていない。ただし、証拠資料の判物・書状のある場合はその写しを掲げて補っている。これらの特徴から、元の資料の様態を窺い知る上ではむしろ利点があるとも言える。また、「寛政重修諸家譜」の方も寛永以前の記述に関して新たに書き加えられた部分に関しては、家柄をより良く見せるために修正・改竄が行われている可能性もあるため、「寛永諸家系図伝」との慎重な照合が必要となる。

### 弊害（信憑性）
交代寄合および大名として、この時期まで残った家が最初からその氏族の嫡流であったかのように記してあり注意を要する。戦国時代および室町時代以来の名流の末裔・守護家などは、その庶流・一門にしかすぎなかったが徳川家につき立身し存続している場合、それが嫡流・主流のように記してある。
あくまでも、徳川家の主観で製作されたものなので、徳川家に敵対し、または没落した家は正確な記述がされていない。徳川家に従い生き残った家（庶流・一門ふくむ）だけからの書類の申請により編纂されているので
、名門であるほど記述が大きく偏り甚だ信憑性にかける。足利時代の「守護」「官位」などの記述は、そのまま信用できない。
みずからの先祖が「いかに徳川家に忠節をつくしたか」が誇大に記述され、一方、たとえその家の主家（先祖が仕えた家）であっても、旗本大名として存続してないものは、これをよいことに極めて貶めて記述している。

### 所蔵先・刊本等
完成した原本は将軍家に提出献上したものと、日光東照宮に奉納されたものがあり、前者は仮名本（和文体）が江戸城紅葉山文庫に納められ、近代以降は旧内閣文庫（現・国立公文書館）に収蔵。後者は真名本（漢文体）がそのまま日光東照宮に伝世されている。
また、写本については国立国会図書館・国立公文書館・宮内庁書陵部・東京国立博物館・尊経閣文庫・神宮文庫・蓬左文庫・東北大学・慶應義塾大学・天理大学・広島大学等に所蔵。刊本としては、続群書類従完成会で本編全15巻・索引2巻のシリーズで1980年〜1997年の既刊（仮名本）。また、日光東照宮所蔵本（真名本）も翻刻版全7冊が1989年から日光東照宮より発刊されている。なお、国立公文書館所蔵本は1964年にマイクロフィルム化もされており、前記刊本はこのフィルムからの翻刻である。